# Jōsei Toda
Pour les articles homonymes, voir Toda.
Jōsei Toda (戸田 城聖, Toda Jōsei, 11 février 1900, Shioya (ja) – 2 avril 1958 à Tokyo), éducateur, éditeur et disciple de Tsunesaburo Makiguchi au Japon, avec qui il fonda la Soka Kyoiku Gakkai. À sa libération à la fin de la Seconde Guerre mondiale il reconstruit l'organisation sous l’appellation, Soka Gakkai  et la développa jusqu'à sa mort le 2 avril 1958.

## Débuts
Né le 11 février 1900 dans le village Shioya (ja) de la préfecture d'Ishikawa, maintenant la ville de Kaga, il est le 11e enfant d'une famille de pêcheurs. À l'âge de 17 ans il est instituteur suppléant, à 20 ans instituteur. En 1920 il part à Tokyo et postule dans l'école dont Tsunesaburo Makiguchi est le directeur. Il y enseigne jusqu'en 1922 et devient son disciple (dans la relation maître-disciple). Puis il ouvre une école privée qui prépare les élèves au collège.
En 1928 tous deux se convertissent au bouddhisme de Nichiren de l'école Fuji dont la Nichiren Shoshu était la principale organisation représentante au Japon.

### Soka Kyoïku Gakkai
Deux ans plus tard, Makiguchi crée avec son soutien la Soka Kyoïku Gakkai (Société pour la création des valeurs par l'éducation). Dans les années 1930, le militarisme prend le pouvoir. En 1937 Le Japon entre déjà en guerre avec la Chine et envahit la Mandchourie. Les militaires étendent leur mainmise sur le pays par la religion et obligent les organisations religieuses à accepter l'amulette shinto, le talisman d'Ise, symbole de l’allégeance au culte de l'empereur. 
Makiguchi, Toda, et Yajima Shôhei, refusent de le porter et sont emprisonnés le 6 juillet 1943. Pour la Kempei-tai, la police militaire, c'est un crime de lèse-majesté et un refus de l'allégeance à l'empereur et à la religion d'État, le shintoïsme (Loi de la préservation de la sécurité publique).

### Soka Gakkaï
Makiguchi plus âgé meurt en prison. Affaibli et en mauvaise santé, Joseï Toda en sort le 3 juillet 1945, quelques jours avant la reddition du Japon.
Ruiné, il remonte ses affaires en éditant et en diffusant par correspondance des manuels scolaires. Par ailleurs, il commence à donner des cours sur le bouddhisme de Nichiren à de nouveaux disciples, reprend contact avec le Vénérable Horigome, moine de la Nichiren Shoshu qui deviendra plus tard Grand Patriarche et qui, lui, ne s'était pas compromis avec les pouvoirs en place.
Avant guerre la rencontre avec le bouddhisme ainsi que la militarisation de la société qui avait contré les projets pédagogigues de Makiguchi et de Toda, les avaient déjà poussés dans le sens d'une prise en compte plus globale de la société et de ses implications sur le bonheur des individus. Tous deux en avaient déjà tiré la conclusion d'une nécessité d'élargir l'assise de leur mouvement à d'autres classes de population que les enseignants. 
La situation après 1945 au Japon confortera Toda dans cette voie, il va élargir son « champ d'action pour englober l'ensemble de la société »  le mouvement s'appellera désormais Soka Gakkaï (Société/association pour la création des valeurs), l'inscrivant dans la lignée politique de Nichiren Daïshonin qui s'était déjà élevé contre les pouvoirs de son époque (voir le Rissho Ankoku Ron : Traité "Sur l’établissement de l’enseignement correct pour la paix dans le pays", un des textes de référence de la Soka Gakkaï pour son développement politique) 
Joseï Toda, en difficultés financières, refuse la direction du mouvement. Yajima Shūhei (1907–1982), l'un des hauts responsables de la Soka Gakkaï, en devient le premier directeur après la guerre. Il fonde aussi la revue du mouvement, "Daibyakurenge" (大百蓮華). En 1953, il quittera la Soka Gakkai pour rejoindre la Nichiren Shōshū.

### Shakubukuetkosen-rufu
Sous le commandement du général Mac Arthur, la liberté de culte est rétablie au Japon, et une multitude de nouvelles religions font leur apparition. Toda estime que le temps de Kosen-rufu (expression du Sûtra du Lotus qui signifie "annoncer et diffuser largement la Loi bouddhique") est arrivé. Le 3 mai 1951, dans un discours, Toda lance une vaste campagne de conversion par le moyen du shakubuku.
Pendant sept ans, lui et son disciple Daïsaku Ikeda vont sillonner le pays, et proposer un retour au bouddhime à un pays où les laissés-pour-compte sont nombreux, en promouvant la possibilité de changer de destinée.
Pour assurer son action Il va demander un Gohonzon pour la Soka Gakkaï que Nissho, soixante-quatrième Grand-Patriarche, lui conférera le 20 mai 1951 sous conditions toutefois car, la Nichiren Shoshu se voyant comme seule détentrice de la vraie religion, d’éminents religieux s’opposaient à l'enregistrement de cette organisation laïque en tant qu'organisation religieuse. Ainsi tous les membres de cette Soka Gakkaï laïque : 1) seront enregistrés auprès d'un temple de la Nichiren Shoshu ; 2) observeront strictement toutes les enseignements de la Nichiren Shoshu ; 3) protégeront les Trois Trésors tels qu'ils sont définis par la Nichiren Shoshu.
En 1952 il publie l'anthologie des textes de Nichiren Daishonin en un volume sous le titre  Nichiren Daishonin Gosho Zenshû (Œuvres complètes de Nichiren Daishonin), compilation établie par Nichikô Hori (1867-1957), 59e grand patriarche de la Nichiren Shoshu entre 1925 et 1927.
En septembre 1957, lors d'un rassemblement de membres de la jeunesse de la Soka Gakkaï à Yokohama, il fait une déclaration appelant à l'abolition des armes nucléaires établissant la base des activités pacifistes du mouvement.

#### Controverse
Cette période de propagation entre 1951 et 1958 soulèvera des oppositions, sera diversement appréciée, donnera du mouvement une image sulfureuse. En dénonçant les "religions erronées", la Soka Gakkaï s'est fait des ennemis. En 1969, Kiyoaki Murata, journaliste au Japan Times, relèvera dans un livre préfacé par Ikeda : « Certains pensent que kosen-rufu sera achevé si l'empereur accepte un gohonzon et lui témoigne le respect. C'est une idée totalement absurde. Kosen-rufu aujourd'hui peut être atteint seulement si chacun de vous se charge des religions erronées et convertit toutes les personnes dans ce pays, leur faisant accepter le gohonzon de Nichiren. C'est le seul moyen pour nous d'établir le Honmon no Kaidan ».
Toda organise la Soka Gakkaï avec une hiérarchie inspirée de l'armée japonaise. Kiyoaki Murata voit dans ces divisions des « unités militaires » et raconte : « Le 31 octobre 1954, se tint au Taïseki-ji une réunion massive de milliers de jeunes de la Soka Gakkaï. Toda, tel un général passant en revue ses “troupes” à cheval, leur adressa les paroles suivantes ».